# Arroyo de la Raposa
Der Arroyo de la Raposa ist ein Fluss im Norden Uruguays.
Er entspringt auf dem Gebiet des Departamento Artigas in der Cuchilla Yacaré Cururú jeweils einige Kilometer westlich der Departamento-Hauptstadt Artigas, nordnordöstlich von Javier de Viana und südöstlich von Topador. Von dort fließt er in nordöstliche Richtung und mündet einige Kilometer nordwestlich von Artigas zwischen Paso Layado und Paso Urrutia als linksseitiger Nebenfluss in den Río Cuareim.